# Ліннвуд-Прайсдейл (Пенсільванія)
Ліннвуд-Прайсдейл (англ. Lynnwood-Pricedale) — переписна місцевість (CDP) в США, в окрузі Файєтт штату Пенсільванія. Населення — 2074 особи (2020).

## Географія
Ліннвуд-Прайсдейл розташований за координатами 40°7′48″ пн. ш. 79°51′7″ зх. д. / 40.13000° пн. ш. 79.85194° зх. д. (40.130076, -79.851945).  За даними Бюро перепису населення США в 2010 році переписна місцевість мала площу 3,31 км², з яких 3,21 км² — суходіл та 0,10 км² — водойми.

## Демографія
Згідно з переписом 2010 року, у переписній місцевості мешкала 2031 особа в 947 домогосподарствах у складі 581 родини. Густота населення становила 614 осіб/км².  Було 1028 помешкань (311/км²).
Расовий склад населення:
| - 96,3 % — білих - 2,0 % — чорних або афроамериканців - 0,6 % — азіатів |

До двох чи більше рас належало 0,9 %. Частка іспаномовних становила 0,5 % від усіх жителів.
За віковим діапазоном населення розподілялося таким чином: 16,1 % — особи молодші 18 років, 61,1 % — особи у віці 18—64 років, 22,8 % — особи у віці 65 років та старші. Медіана віку мешканця становила 48,4 року. На 100 осіб жіночої статі у переписній місцевості припадало 89,6 чоловіків;  на 100 жінок у віці від 18 років та старших — 83,7 чоловіків також старших 18 років.
Середній дохід на одне домашнє господарство  становив 61 384 долари США (медіана — 44 500), а середній дохід на одну сім'ю — 61 340 доларів (медіана — 54 300). Медіана доходів становила 40 938 доларів для чоловіків та 31 406 доларів для жінок. За межею бідності перебувало 7,3 % осіб, у тому числі 9,5 % дітей у віці до 18 років та 2,4 % осіб у віці 65 років та старших.
Цивільне працевлаштоване населення становило 991 особа. Основні галузі зайнятості: освіта, охорона здоров'я та соціальна допомога — 29,5 %, роздрібна торгівля — 23,6 %, виробництво — 14,0 %, науковці, спеціалісти, менеджери — 6,7 %.